# Boreioglycaspis australiensis
Boreioglycaspis australiensis är en insektsart som först beskrevs av Moore 1964.  Boreioglycaspis australiensis ingår i släktet Boreioglycaspis och familjen rundbladloppor. Inga underarter finns listade i Catalogue of Life.